# Protanypus
Protanypus (лат.) — род комаров-звонцов из подсемейства Diamesinae.

## Описание
Коричневые и тёмно-коричневые комары длиной тела до 8 мм. Глаза без волосков. Наличник без щетинок. Усики коричневые с длинными щетинками. Крылья затемнённые, покрыты микроскопическими волосками (микротрихиями). Грудь и ноги коричневые. Голени передних ног с одной шпорой. На средних и задних голенях две шпоры разной длины. Коготки на лапках немного длиннее эмподия. Коготки зазубренные с 4—7 зубчиками. Пульвиллы очень короткие.
Куколка желтоватая или светло-коричневая от 8 до 12 мм. Сегменты брюшка по переднему краю с тёмно-коричневой каймой. Самки и самцы различаются по числу треугольных лопастей на восьмом сегменте брюшка, у самок их две, у самцов — одна. На анальном сегменте имеются несколько пар щетинок.
Личинка длиной от 9,6 до 15 мм, желтоватой или коричневатой окраски. На верхней губе имеются 14-20, налегающих друг на друга, чешуек. Усики четырёхчлениковые. Жвалы с длинным зубцом на конце и пятью короткими зубчиками по бокам.

## Экология
Личинки Protanypus развиваются в олиготрофных озёрах. В течение года может развиваться одно или два поколения. Вылет имаго у видов с двумя генерациями происходит весной и осенью, у видов с одним поколением имаго вылет их происходит весной.

## Кариотип
В диплоидном наборе 7 пар хромосом.

## Классификация
Включает девять видов:
- Protanypus caudatus Edwards, 1924
- Protanypus forcipatus Egger, 1863
- Protanypus gracilis Makarchenko, 1982
- Protanypus hamiltoni Saether, 1975
- Protanypus morio Zetterstedt, 1838
- Protanypus pseudomorio Makarchenko, 1982
- Protanypus ramosus Saether, 1975
- Protanypus saetheri Wiederhol, 1975
- Protanypus tshereshnevi Makarchenko, 1982

## Распространение
Представители рода встречаются в Евразии и Северной Америке. В России известно пять видов.